# Borhyaena
A Borhyaena az emlősök (Mammalia) osztályának Sparassodonta vagy az oposszumok (Didelphimorphia) rendjébe, ezen belül a Borhyaenidae családjába tartozó nem.

## Tudnivalók

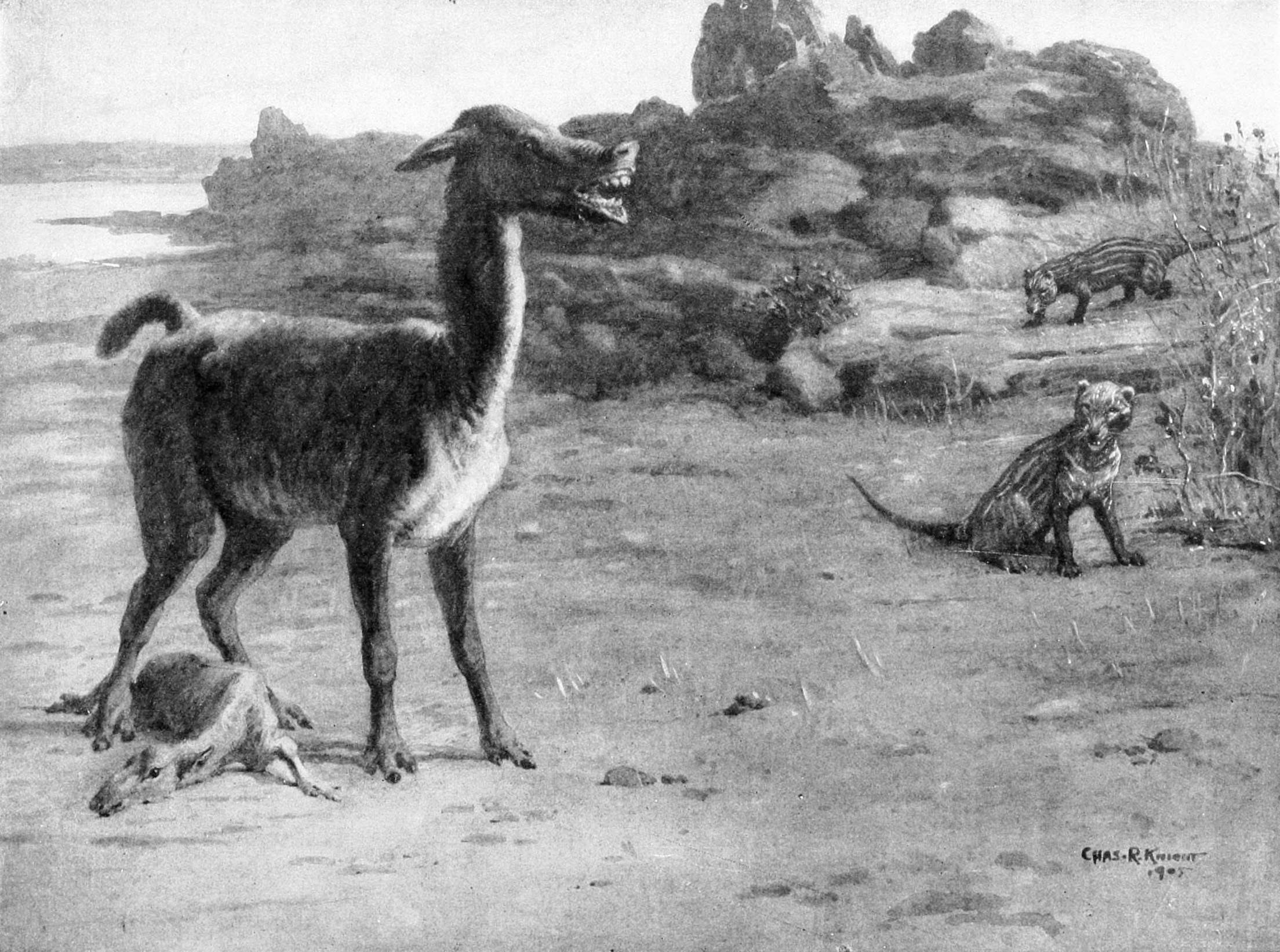
Két Borhyaena tuberata figyeli az újonnan ellett Theosodon garretorum borjút

A Borhyaena 20-15 millió évvel élt ezelőtt, Dél-Amerika területén.
Az állat nagy, medveszerű erszényesszerű ragadozó volt, amelynek hossza elérte az 1,5 métert. Testtömege körülbelül 100 kilogramm lehetett. A Borhyaena egész talpfelülete érte a földet, és testfelépítése erőteljes volt. Valószínűleg lesből támadott, mivel rövid lábai nem voltak alkalmasak gyors szaladásra.

## Rendszerezés
A nembe az alábbi fajok tartoztak:
- †Borhyaena macrodonta típusfaj - szinonimája: Pseudoborhyaena longaeva
- †Borhyaena tuberata - szinonimák: Borhyaena zitteli, Borhyaena sanguinaria, Arctodictis australis, Acrocyon patagonensis, Conodonictis exterminator, Conodonictis rapax, Conodonictis saeva, Dynamictis fera, Dynamictis excavata